# Телятникове (Брянська область)
Телятникове (рос. Телятниково) — село у Брасовському районі Брянської області Росії. Входить до складу муніципального утворення Добриковське сільське поселення.
Населення — 5 осіб.
Розташоване за 5 км на схід від села Добрик.

## Історія
Згадується з 1-ї половини XVII століття в складі Брасовського стану Комарицької волості. Спочатку — село, в 1665 році була побудована Введенська церква (не збереглася). З 1741 року — володіння Апраксиних. У 1778—1782 входила до Луганського повіту, потім до 1929 в Севському повіті (з 1861 — у складі Добрицької волості, з 1880-х рр. в Литовенській (Дівицькій) волості, з 1924 в Брасовській волості).
До 2001 року в селі проживало 4 сім'ї; пізніше вони перебралися в довколишні села: Коростель, Добрик.